# Srečko Kosovel
Dngs55689

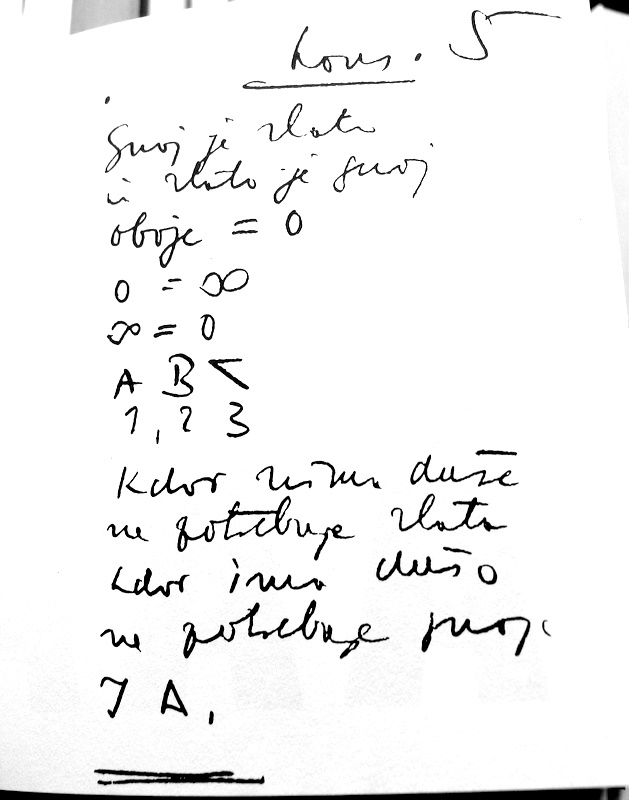
Srečko Kosovels dikt Kons 5

Srečko Kosovel (Uttal: Srečko Kosovel (fil)), född 18 mars 1904, död 27 maj 1926, var en slovensk poet och en av de första slovenska avantgardisterna.

## Hans liv
Srečko föddes i Sežana, Slovenien. Han var son till Anton och Katarina (född: Stres) och han var det femte barnet. Fyra år efter Srečkos födelse flyttade familjen till Tomaj som ligger i kommunen Sežana, Slovenien. Efter att ha avslutat grundskolan åkte Kosovel till Ljubljana, Slovenien, för att gå gymnasiet där och fortsatte sen studera vid universitet. Han studerade slaviska språk, romanska språk och filosofi. Kosovel dog av hjärnhinneinflammation år 1926, endast 22 år gammal.

## Hans verk
Kosovel skrev sina första dikter i gymnasiet och publicerade dem i olika handskrivna publikationer som gavs ut av eleverna på gymnasiet. Publikationerna hette Kres (Sommarsolstånd), Lepa Vida (Vackra Vida) och Jadran (Adriatiska havet). Han publicerade även sina alster i Zvonček (Bjällran), Novi rod (Den nya generationen) och Trije labodje (Tre svanar). År 1925 skrev han diktsamlingen Zlati čoln (Den gyllene ekan) men den gavs inte ut då. Han publicerade istället sina alster i Mladina (Ungdom). Hans motiv var Karst, modern och döden oftast med symboliska betydelser. Hans första verk var impressionistiska, sen skrev han expressionistiskt för att i slutet av sitt liv kombinera impressionistiska, symbolistiska, expressionistiska och konstruktiva element. Neo-avantgardgruppen OHO blev på 1960-talet influerad av dessa dikter. Förutom dikter så skrev Kosovel även för barn och ungdom. 
Under sin levnad men även direkt efter sin död såg man inte Kosovel som en avantgardistisk författare utan snarare som en känslig, melankolisk poet från Karst eller som mest en visionär som trodde på en social revolution. Det var först när man fann de radikala diktsamlingarna KONS (KONS) och Integrali (Integraler), flera papperscollage och manuskriptet till manifestet Mehanikom! (Till mekanikerna) som omvärlden omvärderade honom till en avantgardist. Hans dikter från den sista fasen är från 1925 och 1926 och i dem ser man hur hans diktning ändrats från det tyst lyriska till en högljudd, djärv och revolterande diktning.  Den var full av lingvistiska innovationer, fri från syntax och logisk ordning, han inkorporerade typografisk estetik, stilar och färger och hade även med matematiska symboler samt interna monologer.
Man tror att han kände till den ryska konstruktivismen genom tidskriften Zenit (Zenit) som gavs ut 1921 till 1926 i Zagreb och senare i Belgrad. Kosovels bild av konstruktivismen var den som Zenit och de slovenska tidskrifterna gav honom, han hade ingen förstahands kännedom om den.

## Kosovel som ikon
För att förstå varför Kosovel kom att bli en ikon för den slovenska avantgardismen måste man se vad som hände med hans efterlämnade verk. Efter sig lämnade han över 1000 dikter och manuskript som var helt i oordning. Endast ett fåtal av dem hade blivit publicerade före hans död. De två första samlingarna som gavs ut efter hans död var Pesmi (1927) (Dikter) och Izbrane pesmi (1931) (Valda dikter). De innehöll endast traditionella dikter och kännetecknades av författarens frånvaro. Efter andra världskriget var han den förste författaren som kom i den prestigefyllda serien Zbrana dela slovenskih pesnikov in pisateljev (1946) (Samlade verk av slovenska poeter och författare). I detta verk hade man inte tagit med de mest radikala KONS dikterna. Samlingen Integrali '26 (Integraler '26) kom 1967 och innehöll Kosovels radikala dikter. Läsarna var chockade och en grupp slovenska poeter ansåg att den saknade länken i den slovenska litteraturhistorien hade blivit funnen i Kosovels verk.

## Verkförteckning
Poesi:
- Pesmi (1927) (Dikter)
- Izbrane pesmi (1931) (Valda dikter)
- Zlati čoln (1954) (Den gyllene ekan)
- Moja pesem (1964) (Min dikt/sång)
- Ekstaza smrti (1964) (Dödens extas)
- Integrali '26 (1967) (Integraler '26)
- Ikarjev sen (2004) (Ikaros dröm)

Barn och ungdom:
- Naša bela mačica (1969) (Vår vita kattunge)
- Sonce ima krono (1974) (Solen har en krona)
- Otrok s sončnicoi (1982) (Barnet med solrosen)
- Medvedki sladkosnedki (1983) (Teddy björnar till gottegrisen)
- Deček in soncei (1996) (Pojken och solen)
- Srečko Kosovel: Pesmi za otroke (2002) (Srečko Kosovel: Dikter för barn)

Samlingar:
- Zbrano delo I (1964) (Samlade verk I)
- Zbrano delo II (1974) (Samlade verk II)
- Zbrano delo III (1977) (Samlade verk III)

## Hans verk på webben
- svenska och slovenska: Mrtve oči // Döda ögon (dikt)
- svenska och slovenska: KONS // KONS (dikt)
- svenska och slovenska: Jutro na gori // Morgon på berget (dikt)
- svenska och slovenska: Večerni hlad // Kvälls kyla (dikt)
- svenska och slovenska: Glad // Hunger (dikt)
- svenska och slovenska: Po cesti greš // På vägen går du (dikt)
- svenska och slovenska: Veter // Vinden (dikt)
- engelska: Slovene Studies Journal Vol 20-21 (1998-1999)
- engelska: Slovenia - Poetry International Web
- engelska: Srečko Kosovel (1904-1926)[död länk]
- tyska: Sto pesmi // Hundert gedichte
- slovenska: Srečko Kosovel på Wikivir